# Kir Stefan Sârbul
Stefan Sârb sau Kir Stefan Sârbul (în sârbă Кир Стефан Србин) (a doua jumătate a secolului al XIV-lea - secolul al XV-lea, potrivit unor date - 1350 (?) - d. 1430 (?)) a fost un călugăr sârb, dirijor și compozitor. A compus în stilul calofonic târziu și este considerat cel mai vechi compozitor sârb, ale cărui opere au ajuns până la noi.

## Biografie
A petrecut o parte semnificativă a vieții sale la curtea despotului Lazăr Branković din Smederevo, unde a fost dirijorul curții - domestikos. Documentele atestă prezența sa temporară în mănăstirile Kumanovo (Macedonia) și Putna (România), în ultima dintre care s-au păstrat manuscrisele cântărilor sale. Unele surse susțin că datele vieții și morții sale sunt 1360 și 1430, respectiv, și că a fost egumen, conducătorul corului și protopsalt în Mânăstirea Hilandar. Manuscrisele operei lui Stefan Sârb s-au păstrat în bibliotecile Vaticanului, Moscovei, Atenei, mănăstirilor Hilandar,  Iviru, Marea Lavră, Simonos Petras de la Muntele Athos.

## Opere

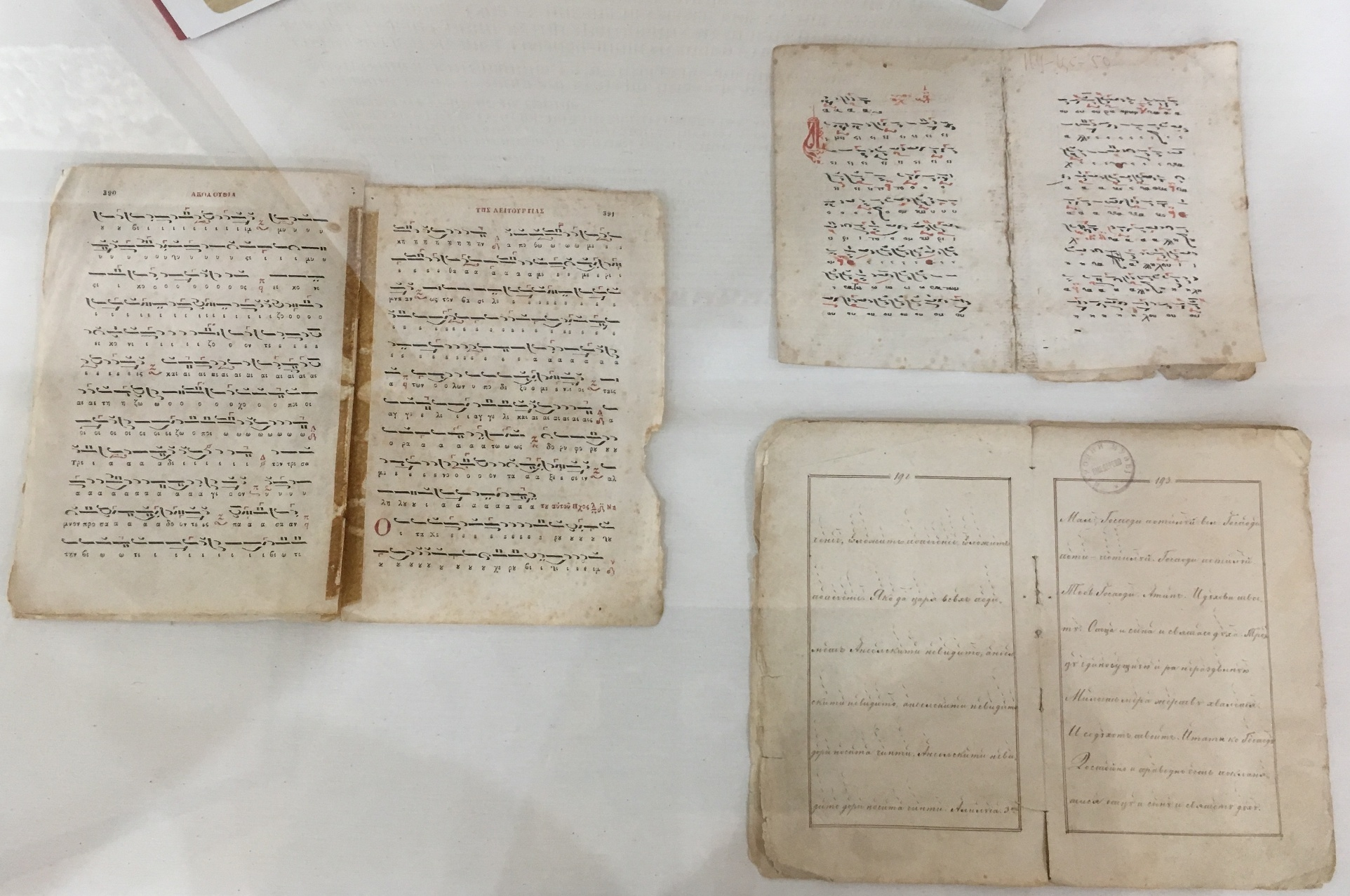
Note muzicale medievale ale compozitorului sârb Kir Stefan Sârbul

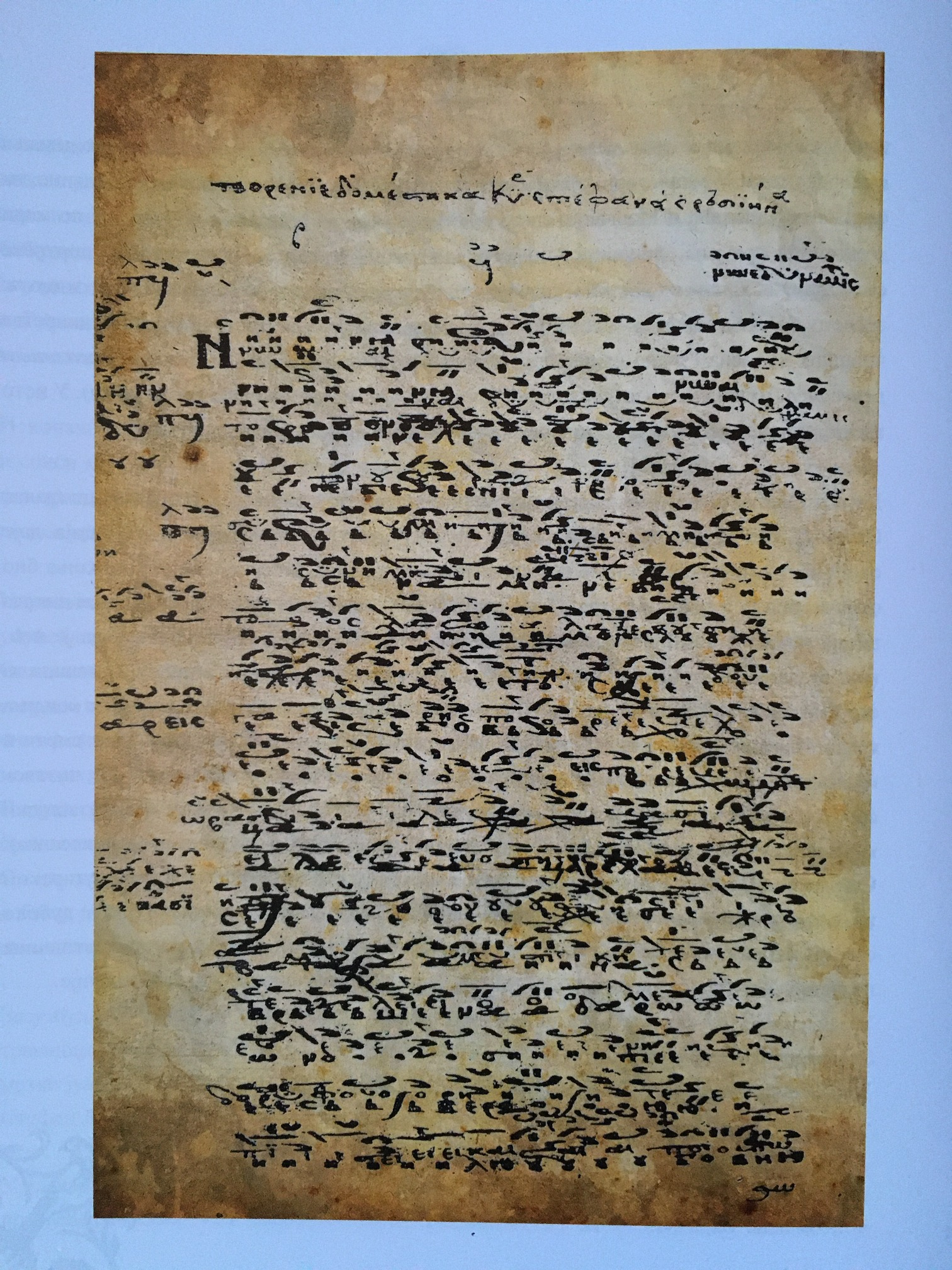
Cântecul liturgic „Ninja Sili”; originalul a fost distrus în timpul bombardamentelor naziste.

Stefan Sârb este autorul unui tratat de teorie muzicală, precum și al unei antologii de opere liturgice intitulată Psaltikia - singurul original de manuscris muzical pe unul dintre limbile slave, datând din secolul al XV-lea și ajuns până în secolul al XX-lea. Manuscrisul a fost păstrat în Biblioteca Națională a Serbiei din Belgrad. A fost distrus la 6 aprilie 1941, când întreaga bibliotecă a fost incendiată în urma bombardamentului aviației germane. În 1937, înainte de distrugerea manuscrisului, compozitorul sârb Kosta Manojlović a făcut douăsprezece fotografii ale unor pagini ale manuscrisului, copiile cărora s-au păstrat. Acestea conțin nouă opere ale compozitorului, unele dintre care, posibil, au fost autografe. În 1961, muzicologul sârb Dimitrie Stefanović a realizat o transcriere a unor opere ale lui Stefan Sârb în notație muzicală modernă. Prima interpretare a operei lui Stefan Sârb a fost realizată în Biserica Sfânta Sofia din Ohrida, Macedonia, în 1961. 

## Fapte interesante
În Serbia, un cor de bărbați poartă numele compozitorului, Кир Стефан Србин, și este format din absolvenți ai Academiei de Muzică din Belgrad și membri ai Corului de Radio și Televiziune al Serbiei.